# 왕겹
왕겹(王唊, ? ~ 기원전 105년)은 위만조선의 장군이다.

## 개요
왕겹은 조선 장수로서 한나라 군대가 위만 조선의 수도 왕검성에 쳐들오자 항복하였다.곧 평주후(平州侯)에 봉해졌으나 3년 후에 죽었고, 후사가 없어 봉국은 폐지되었다.

## 같이 보기
- 위만조선
- 위만
- 우거왕
- 장항
- 한도
- 삼
- 최

## 참고 문헌
- 사마천 (기원전1~2세기). 〈권제115 조선열전(朝鮮列傳) / (漢文本)〉. 《사기》.
- 衛滿朝鮮興亡考(李丙燾, 韓國古代史硏究, 博英社, 1976)

| 선대 (10년 전) 소섭매 | 전한의 평주후 기원전 108년 4월 정묘일 ~ 기원전 105년 | 후대 (봉국 폐지) |